# Alfred Bowers
Alfred George Walter Bowers (* 2. April  1895 in Bethnal Green; † 1975) war ein englischer Fußballspieler, der während seiner Profilaufbahn zu neun Einsätzen in der Football League Third Division South kam.

## Karriere
Bowers spielte für eine Reihe von Amateurklubs, bevor er 1919 zum im Osten Londons ansässigen Klub Charlton Athletic kam. Charlton war zu diesem Zeitpunkt ebenfalls noch ein Amateurverein und trat zur Spielzeit 1919/20 im neu errichteten Stadion The Valley erstmals in der Kent League an, in der auch einige Profiteams spielten. 1920 nahm der Klub Profistatus an und trat zur Saison 1920/21 der Southern League bei, in der Bowers zu fünf Einsätzen kam. Charlton setzte seinen Marsch durch das englische Ligasystem fort und bewarb sich zur Saison 1921/22 erfolgreich um Aufnahme in die Third Division South der Football League. Dort musste Bowers mehrere Jahre warten, bevor er zwischen September und November 1924 zu fünf Ligaeinsätzen kam.
Im Sommer 1925 endete seine Zugehörigkeit zu Charlton Athletic und Bowers bestritt in der Spielzeit 1925/26 drei Ligapartien beim Ligakonkurrenten Bristol Rovers. Seine letzte Station im Profifußball war der Londoner Klub Queens Park Rangers, für den er in der Saison 1926/27 zu einem weiteren Einsatz in der drittklassigen Südstaffel kam.